# IC 4965
IC 4965 ist eine linsenförmige Galaxie vom Hubble-Typ S0 im Sternbild Pfau am Südsternhimmel. Sie ist schätzungsweise 743 Millionen Lichtjahre von der Milchstraße entfernt und hat einen Durchmesser von etwa 215.000 Lichtjahren.
Das Objekt wurde am 17. Mai 1904 vom Astronomen Royal Harwood Frost entdeckt.